# Arbetskraft
Arbetskraft betecknar antingen de arbetsföra i en viss befolkning eller den tjänst som en anställd säljer till en arbetsgivare på en arbetsmarknad.
Arbetskraften räknas i dag som det viktigaste av samhällets produktionsmedel. Centralt för arbetskraft är idén om arbetsroll, som innebär att man fastställer förväntningar på arbetskraftens leverans.
Arbetskraften definieras i Sverige som de arbetsföra personer i befolkningen i åldrarna 15-74 år (ej i värnplikt, i fängelse, utbildning etcetera). Denna grupp betecknas L (som i laborforce) i nationalekonomiska modeller. Man skulle kunna beskriva arbetskraften som summan av de personer som har ett arbete och de som aktivt söker efter ett arbete (utan att arbeta idag). Antalet sysselsatta i Sverige var år 2013 cirka 4,9 miljoner.